# Округ Монмут (Њу Џерзи)
Монмут (енгл. Monmouth County) је округ у америчкој савезној држави Њу Џерзи.

## Демографија
По попису из 2010. године број становника је 630.380, што је 15.079 (2,5%) становника више него 2000. године.
| Група             | 2000.           | 2010.           |
| Белци             | 495.902 (80,6%) | 483.435 (76,7%) |
| Афроамериканци    | 49.609 (8,1%)   | 46.443 (7,4%)   |
| Азијати           | 24.403 (4,0%)   | 31.258 (5,0%)   |
| Хиспаноамериканци | 38.175 (6,2%)   | 60.939 (9,7%)   |
| Укупно            | 615.301         | 630.380         |